# .357 SIG

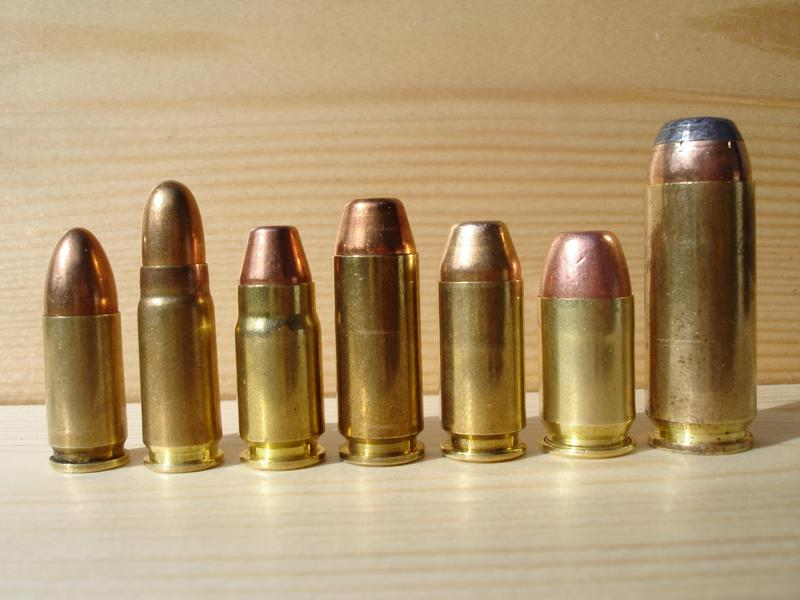
.357 SIG (3º por la izq.)

El .357 SIG o 9 × 22 mm en el sistema métrico, es un cartucho para pistola producido por el fabricante de armas suizo SIG-Sauer en colaboración con el fabricante de munición estadounidense Federal Cartridge.

## Desarrollo
Cuando a instancias del FBI se redujo la potencia del 10mm Auto, a fin de reducir el retroceso para facilitar el entrenamiento y evitar problemas de manejo con personas menos corpulentas (como los agentes femeninos), apareció un nuevo cartucho que ofrecía ese nuevo nivel de potencia, siendo más pequeño y manejable: el .40 S&W, que demostró un equilibrio entre prestaciones balísticas y manejabilidad excelente. No tardó en popularizarse.
Basándose en el .40 S&W, apareció un cartucho "wildcat" (de diseño "casero"), que básicamente usaba una vaina ("casquillo") del .40 S&W abotellada, a fin de montar una bala del 9 mm Parabellum. El resultado fue tan bueno que la SIG Sauer decidió adoptarlo y terminó por fabricarse en serie.

## Prestaciones

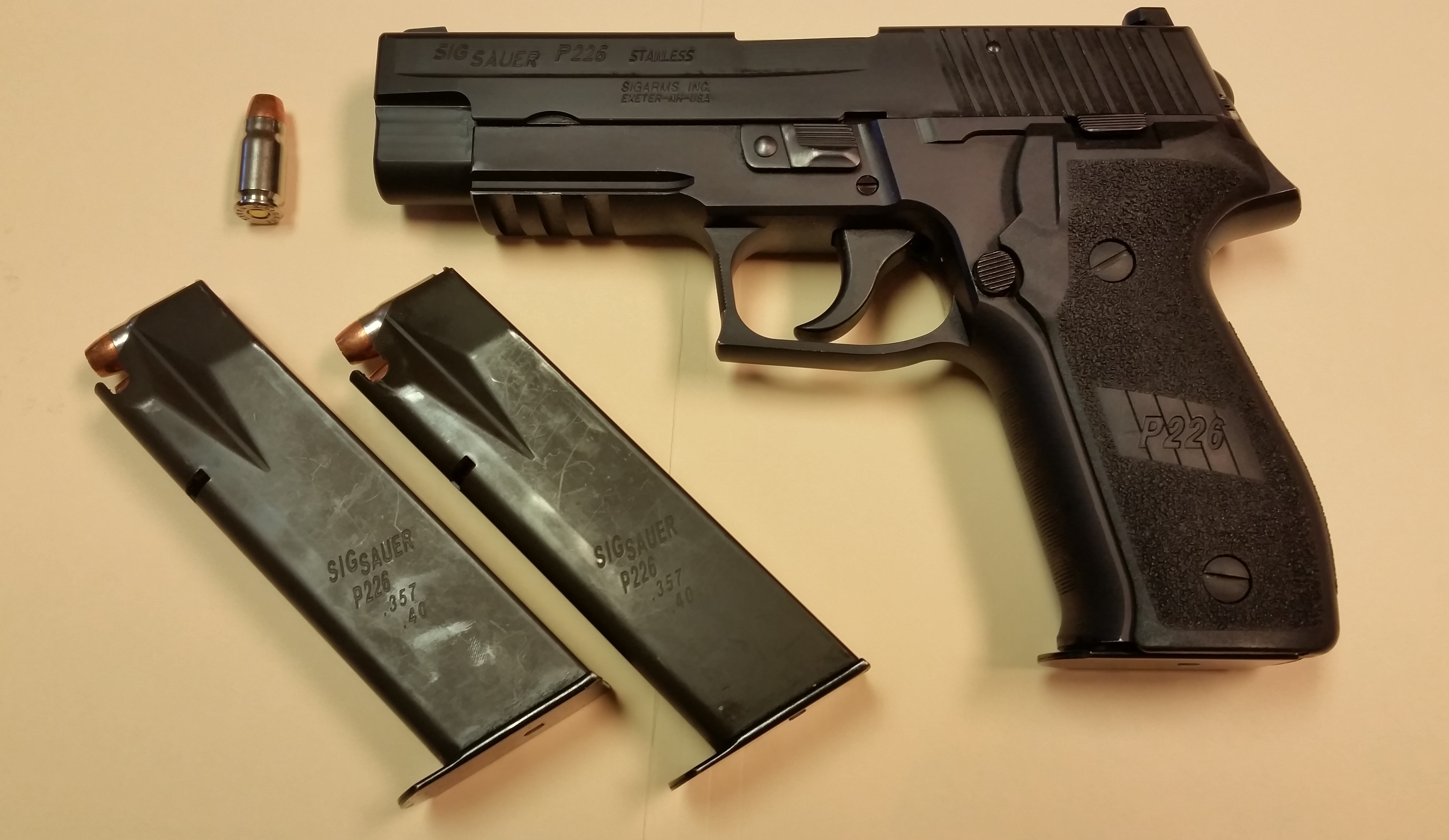
SIG P226 DAK

El .357 SIG dispara una bala de 9 mm a una velocidad mucho mayor que la Parabellum, sin que el cartucho sea mucho más grande y sin mucho más retroceso, de hecho, menos que el del .40, ya de por sí manejable. La potencia es solo un 20% menor que la de un .357 Magnum, a pesar de ser bastante más corto. Lo que permite fabricar pistolas con empuñaduras lo bastante pequeñas como para adaptarse a la mano de casi cualquier usuario.
Además del SIG Sauer P226, Glock creó los 31,32 y 33 en .357 SIG.
Los detractores de este calibre dicen que tiende a gastar demasiado rápido el cañón de las armas, acortando su vida útil, en comparación con otras municiones.